# Gatčina (reggia)
Il Grande Palazzo di Gatčina (in russo Большой Гатчинский дворец?, Bolʾšoj Gatčinskij dvorec), detto anche reggia di Gatčina, è una reggia che fu costruita tra il 1766 ed il 1781 a Gatčina da Antonio Rinaldi per il conte Grigorij Grigor'evič Orlov, il favorito di Caterina II di Russia. Il palazzo si trova su una collina presso il lago Serebrjanoe e combina aspetti del castello medievale con quelli della residenza di campagna, mentre gli interni sono un modello di classicismo russo della fine del XVIII — XIX secolo; fu una delle residenze preferite della famiglia dello zar. L'architetto Vincenzo Brenna fu incaricato dallo zar Paolo I di ulteriormente abbellirlo. Dalla rivoluzione di febbraio del 1917 il palazzo è stato convertito in museo ed il parco è stato aperto al pubblico. Nel 1990 è stato compreso tra i beni dell'UNESCO.

## Storia

### La costruzione del palazzo

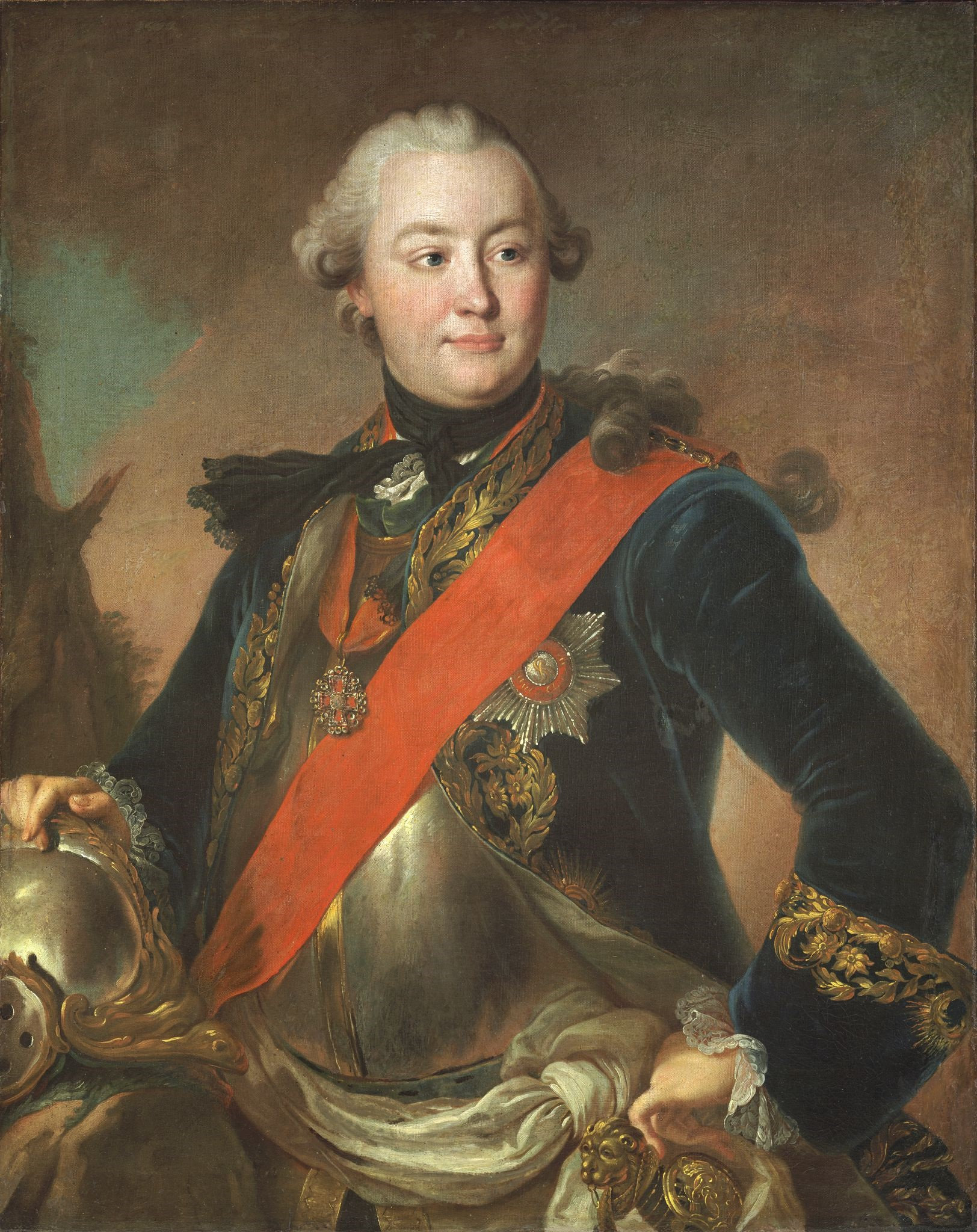
Ritratto del conte Grigorij Grigor'evič Orlov, costruttore del palazzo e favorito della zarina Caterina la Grande.

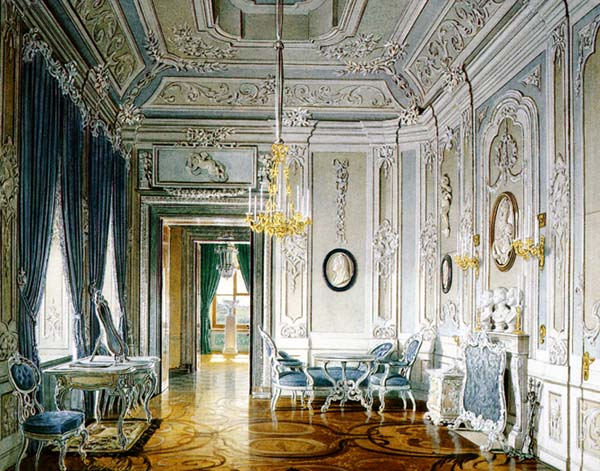
Il gabinetto privato del conte Orlov negli anni '80 del Settecento. Eduard Hau, 1880.

Nel 1765, Caterina la Grande, zarina dell'Impero russo, acquistò dal principe Boris Ivanovič Kurakin il castello di Gatčina, un piccolo maniero a 40 km più a sud della capitale di San Pietroburgo. Caterina donò il castello al conte Grigorij Grigor'evič Orlov, che aveva organizzato il colpo di stato che aveva portato all'assassinio di Pietro III di Russia ed all'ascesa al trono della stessa Caterina, tre anni prima. Orlov era uno dei favoriti di Caterina, ed il castello di Gatčina sembrò alla zarina la ricompensa più adeguata per i suoi servigi prestati a favore dello stato e di lei stessa. Il 30 maggio 1766, iniziò la costruzione di un nuovo palazzo di stile neoclassico su una collina nei pressi del lago Serebrjanoe, sfruttando proprio l'area ove sorgeva il castello precedente. Caterina e Orlov commissionarono insieme il nuovo palazzo ad Antonio Rinaldi architetto italiano particolarmente popolare in Russia all'epoca. Il progetto di Rinaldi conteneva i tratti caratteristici dell'architettura russa combinata con gli elementi dei castelli medievali e delle residenze di caccia inglesi.
Il palazzo avrebbe dovuto essere costruito con pietra proveniente dalle cave del vicino villaggio di Gatčina, oltre a calcare di Paricy, e pietra di Pudost' dalla località omonima per vestiboli, parapetti e cornici marcapiano. Il palazzo di Gatčina divenne così il primo palazzo collocato nei sobborghi di San Pietroburgo, dal momento che di solito i grandi palazzi erano costruiti all'epoca a breve distanza dal centro della città. La costruzione risultò però molto lenta e la parte centrale venne completata solo alla fine del 1768 e i lavori vennero terminati solo nel 1772, mentre gli interi vennero terminati solo alla fine degli anni '70 del secolo. La reggia di Gatčina venne completata in ogni sua parte nel 1781, a quindici anni dall'inizio della sua costruzione, e lo stesso Orlov morì appena due anni dopo, nel 1783.

### Da palazzo privato a reggia imperiale

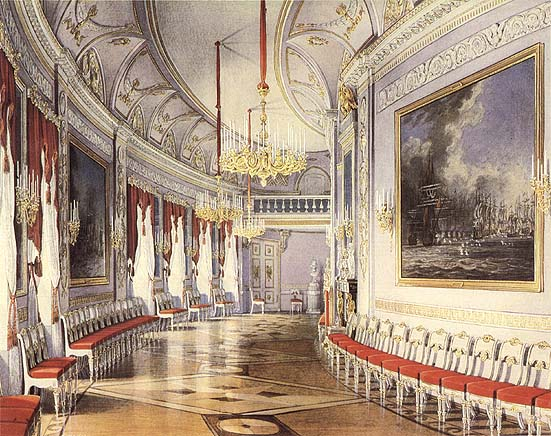
La galleria Chesma di stile neoclassico costruita negli anni '90 del Settecento. Eduard Hau, 1877.

A seguito della morte di Orlov, a Caterina il palazzo di Gatčina piaceva tanto che lo comprò dagli eredi del conte per farne dono al figlio, il granduca Pavel Petrovič (il futuro zar Paolo I), malgrado ella stesse già finanziando la residenza ufficiale di quest'ultimo, la Reggia di Pavlovsk, a San Pietroburgo. Negli anni precedenti alla sua ascesa al trono, Paolo investì parte del proprio denaro nella costruzione del villaggio di Gatčina attorno al suo nuovo palazzo, ed utilizzò l'esperienza accumulata nei suoi viaggi in Europa per fare del palazzo e della cittadina due luoghi esemplari. Negli anni '90 del Settecento, Paolo espanse e ricostruì gran parte del palazzo, commissionando a Vincenzo Brenna e ad Andrej Dmitrievič Zacharov i rifacimenti. Gli interni vennero ricostruiti in stile neoclassico, vennero aggiunti nel parco ponti, cancelli e padiglioni, rinominando anche alcune aree del parco con nomi caratteristici ("l'isola dell'amore", "il giardino olandese", "il labirinto"). Nel 1796, dopo la morte di sua madre, Paolo divenne zar col nome di Paolo I e garantì al villaggio di Gatčina lo status di Città Imperiale in quanto una delle residenze del monarca russo. Dopo la morte di Paolo nel 1801, il palazzo di Gatčina divenne proprietà di sua moglie Marija Fëdorovna, la quale nel 1809 chiese all'architetto Andrej Nikiforovič Voronichin di apportare alcune modifiche al palazzo per adattarlo "in caso di permanenza invernale". Nel 1835 venne installato un telegrafo in una delle due torri.

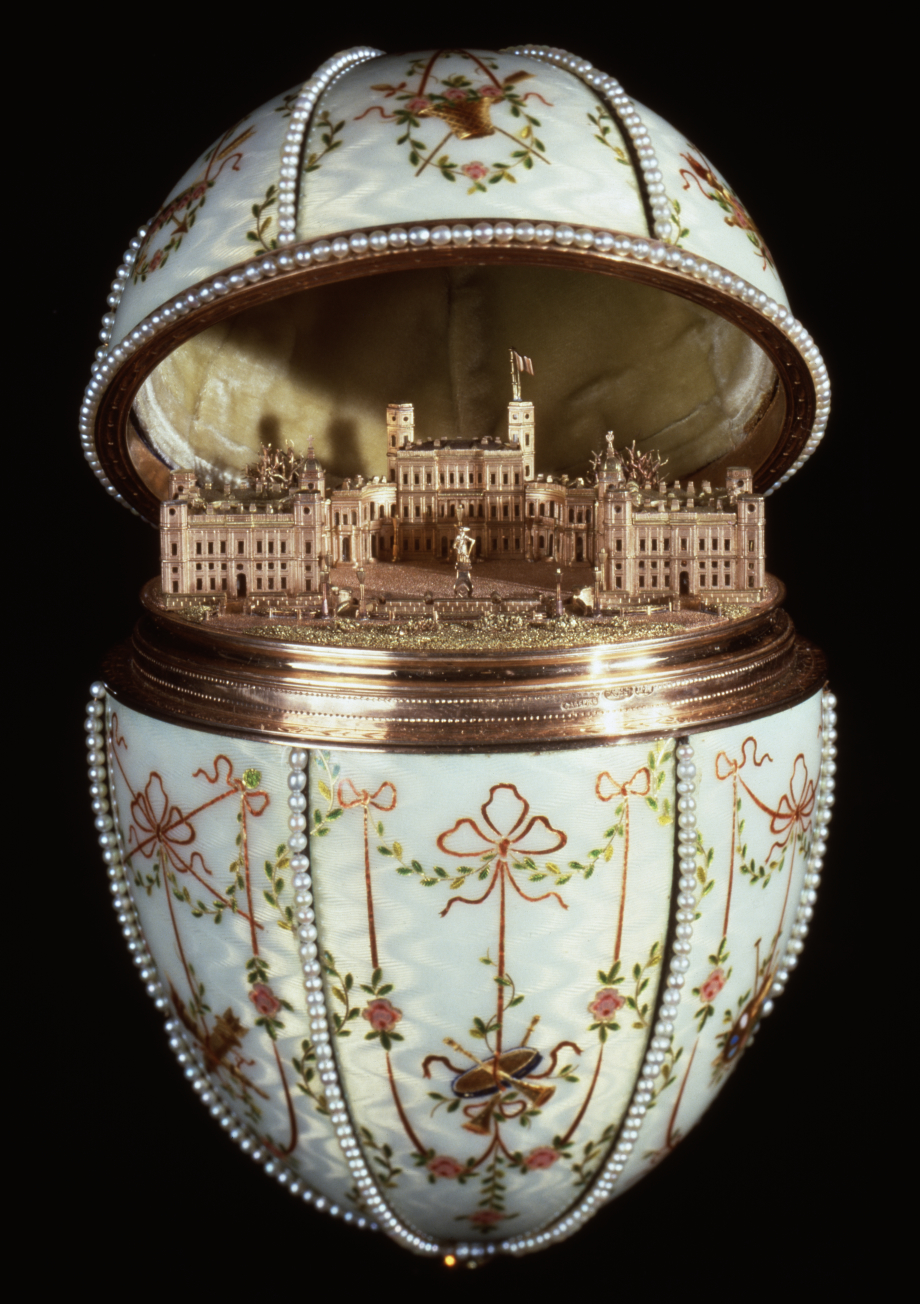
L' "Uovo del palazzo di Gatčina", un uovo di Fabergé che mostra una replica in miniatura della reggia omonima.

Negli anni '40 dell'Ottocento, il palazzo di Gatčina passò di proprietà allo zar Nicola I, il quale iniziò dei lavori di ricostruzione del palazzo, in particolare del piano terreno. Roman Ivanovič Kuz'min, l'architetto di corte, presentò un progetto per rifare il piazzale centrale di fronte al palazzo, che venne elevata, ridecorata e rimodellata. Le ali laterali vennero innalzate di un piano e, dal momento che la parte centrale del palazzo non risultava sufficientemente dominante sul complesso, Kuz'min decise di innalzarne le torri di un piano. Venne aggiunta una tettoia alla balconata principale che inizialmente doveva essere realizzata in marmo e poi venne costruita in ferro battuto. I bastioni e i resti delle mura attorno al palazzo vennero demoliti.
Il 1º agosto 1850, al centro del piazzale venne eretto un monumento alla memoria dello zar Paolo I. Un'altra statua venne eretta presso il Palazzo del Priorato, un piccolo palazzo accessorio alla villa, costruito lungo le sponde del Lago Nero (un piccolo lago a sud del lago Serebrjanoe), eretto per decreto di Paolo I del 23 agosto 1799 come sede del gran priorato dell'Ordine di San Giovanni di Gerusalemme in Russia.

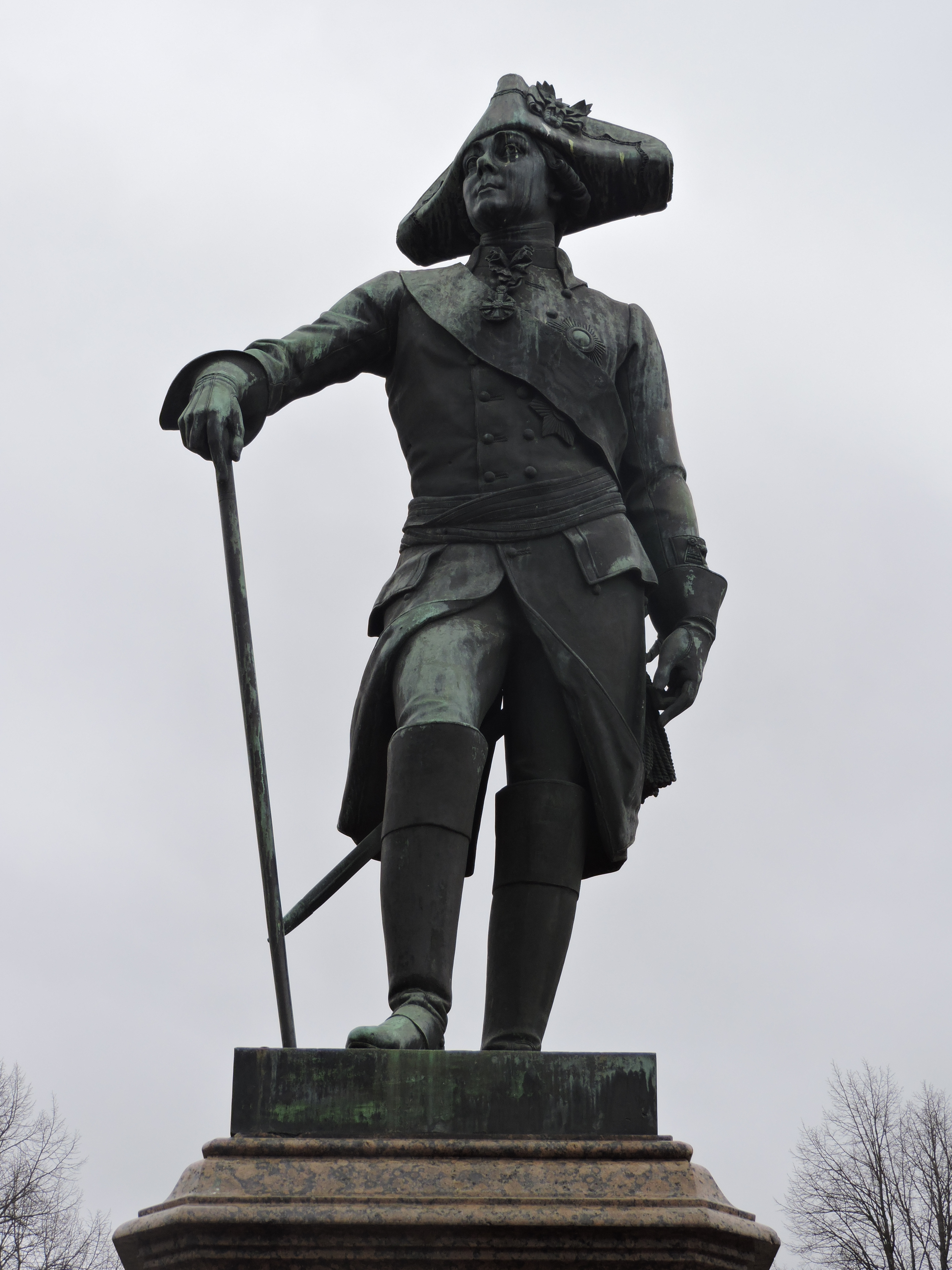
Il monumento a Paolo I nel cortile del palazzo

Nel 1854, venne aperta una strada ferrata che collegava Gatčina a San Pietroburgo ed il territorio comunale di Gatčina venne espanso con l'inclusione di altri villaggi vicini che vennero incorporati. L'anno successivo, il palazzo di Gatčina passò di proprietà allo zar Alessandro II che lo usò come propria seconda residenza. Alessandro costruì una palazzina di caccia ed altri elementi architettonici accessori all'attività della caccia che egli amava, convertendo la parte a sud del comune di Gatčina in una riserva di caccia per sé e per i propri ospiti. Alessandro II compì anche dei rinnovamenti al palazzo di Gatčina stesso che proseguirono nel tempo sino al suo assassinio a San Pietroburgo nel 1881. Il palazzo di Gatčina passò quindi a suo figlio, il nuovo zar Alessandro III il quale pensò che dopo quel tragico evento lui e la sua famiglia sarebbero stati più sicuri in quel palazzo anziché al Palazzo d'Inverno di San Pietroburgo e pertanto la reggia divenne nota col soprannome di "cittadella dell'autocrazia", in quanto da qui lo zar attuò molte delle proprie politiche reazionarie. Alessandro III trascorse gran parte della propria vita al palazzo di Gatčina dove siglò decreti, tenne ricevimenti diplomatici, performance teatrali, balli in maschera e altri eventi di intrattenimento. Alessandro III introdusse anche alcune modernizzazioni tecnologiche al palazzo di Gatčina, come ad esempio un sistema di riscaldamento, luci elettriche, il telefono e un moderno sistema per non far gelare l'acqua all'interno delle tubature idrauliche per l'acqua del palazzo. Suo figlio, il futuro zar Nicola II di Russia, trascorse la sua giovinezza al palazzo di Gatčina, sebbene poi fece di Carskoe Selo la sua residenza favorita. Sua madre, Marija Fëdorovna, vedova di Alessandro III, divenne patrona della città di Gatčina, del palazzo e del suo parco.

### La guerra civile russa

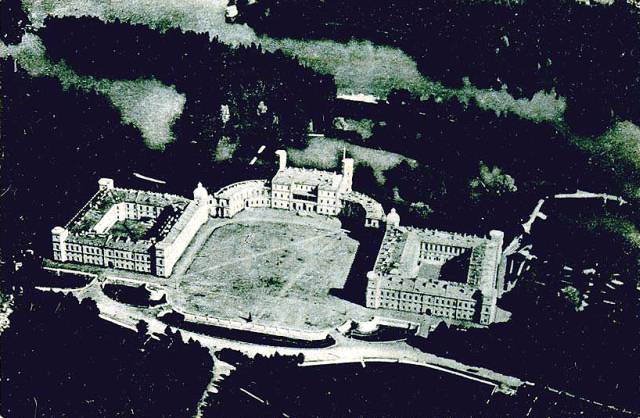
Una delle prime fotografie aeree del palazzo di Gatčina

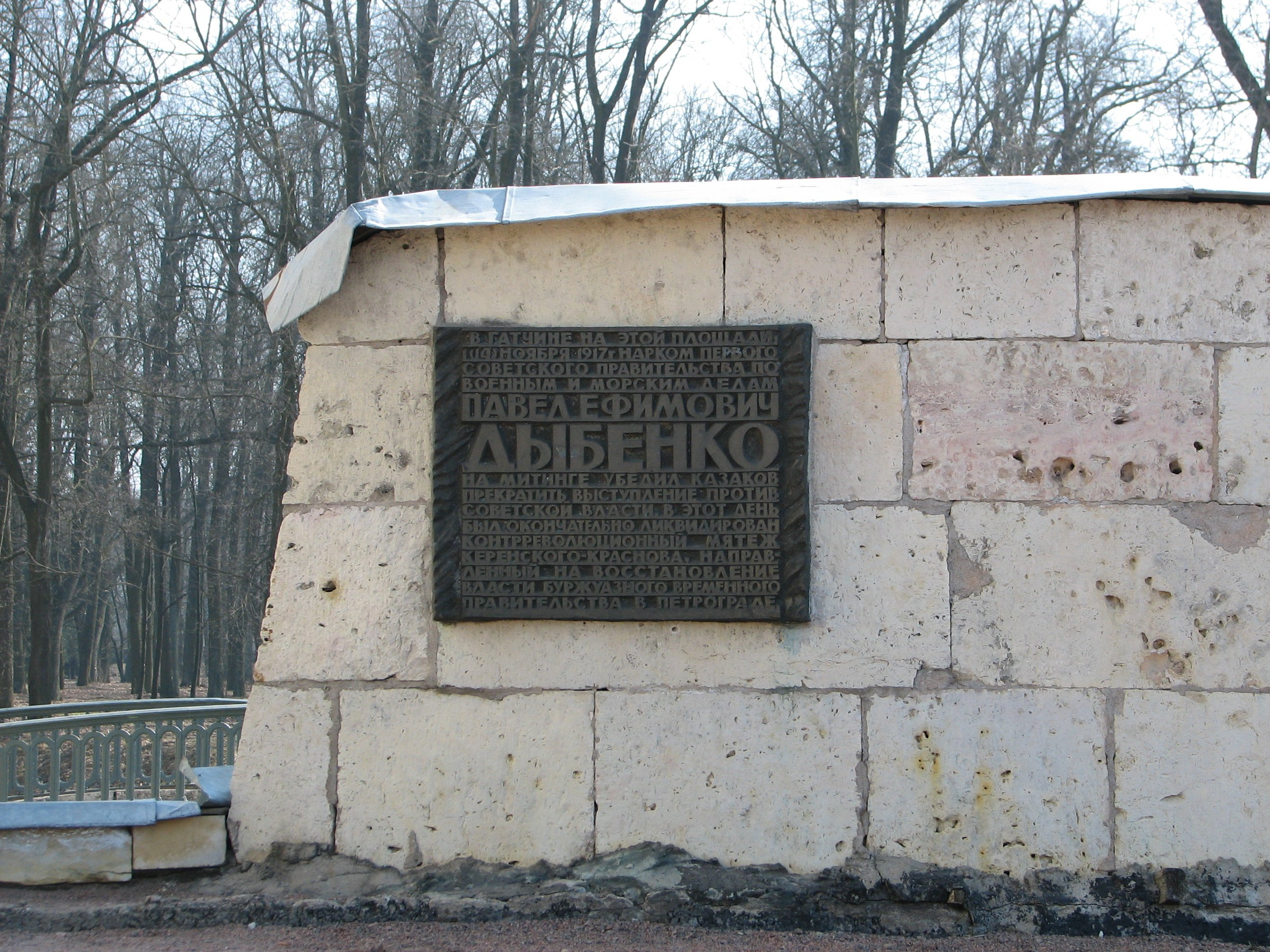
Targa commemorativa dei caduti dei combattimenti del 1917

All'inizio del XX secolo, la crescente instabilità politica della Russia portò alla rivoluzione di febbraio del 1917, la quale portò poi all'abdicazione di Nicola II ed all'istituzione di un governo provvisorio capeggiato da Aleksandr Kerenskij. Con l'abdicazione, il palazzo di Gatčina cessò di essere proprietà della famiglia imperiale russa e divenne proprietà dello stato e, per decisione del nuovo governo, il 27 maggio 1917, venne istituita una commissione per inventariare gli oggetti presenti nel palazzo. La commissione di Gatčina era guidata da Valentin Platonovič Zubov, un noto critico d'arte e fondatore dell'Istituto Russo di Storia dell'Arte, che prese la decisione di convertire il palazzo in un museo di cui divenne il primo direttore. A seguito della rivoluzione d'ottobre ed allo scoppio della successiva guerra civile russa, il palazzo di Gatčina servì come quartier generale locale per le truppe lealiste dell'Armata Bianca. Aleksandr Kerenskij visitò il palazzo il 27 ottobre 1917, quando si tennero degli scontri proprio nei sobborghi di Gatčina tra un gruppo di cosacchi guidati dal generale Pëtr Krasnov e il locale distaccamento dell'Armata Rossa. Il 1º novembre, i Rossi vittoriosi si radunarono al palazzo dove Pavel Dybenko persuase i cosacchi a non opporsi alle autorità di Pietrogrado e ad arrendersi. Kerenskij lasciò il palazzo di Gatčina quella notte stessa, mentre la reggia venne occupata dalle truppe il giorno successivo. Il museo venne riaperto il 19 maggio 1918. Il palazzo di Gatčina fu luogo di combattimenti nel 1919, quando gli uomini dell'Armata Bianca guidati da Nikolaj Judenič entrarono a Gatčina nel tentativo di strappare la cittadina all'Armata Rossa. I Bianchi vennero sconfitti e i soldati dell'Armata Rossa che morirono nello scontro vennero sepolti nel cortile principale del palazzo.

### L'era sovietica

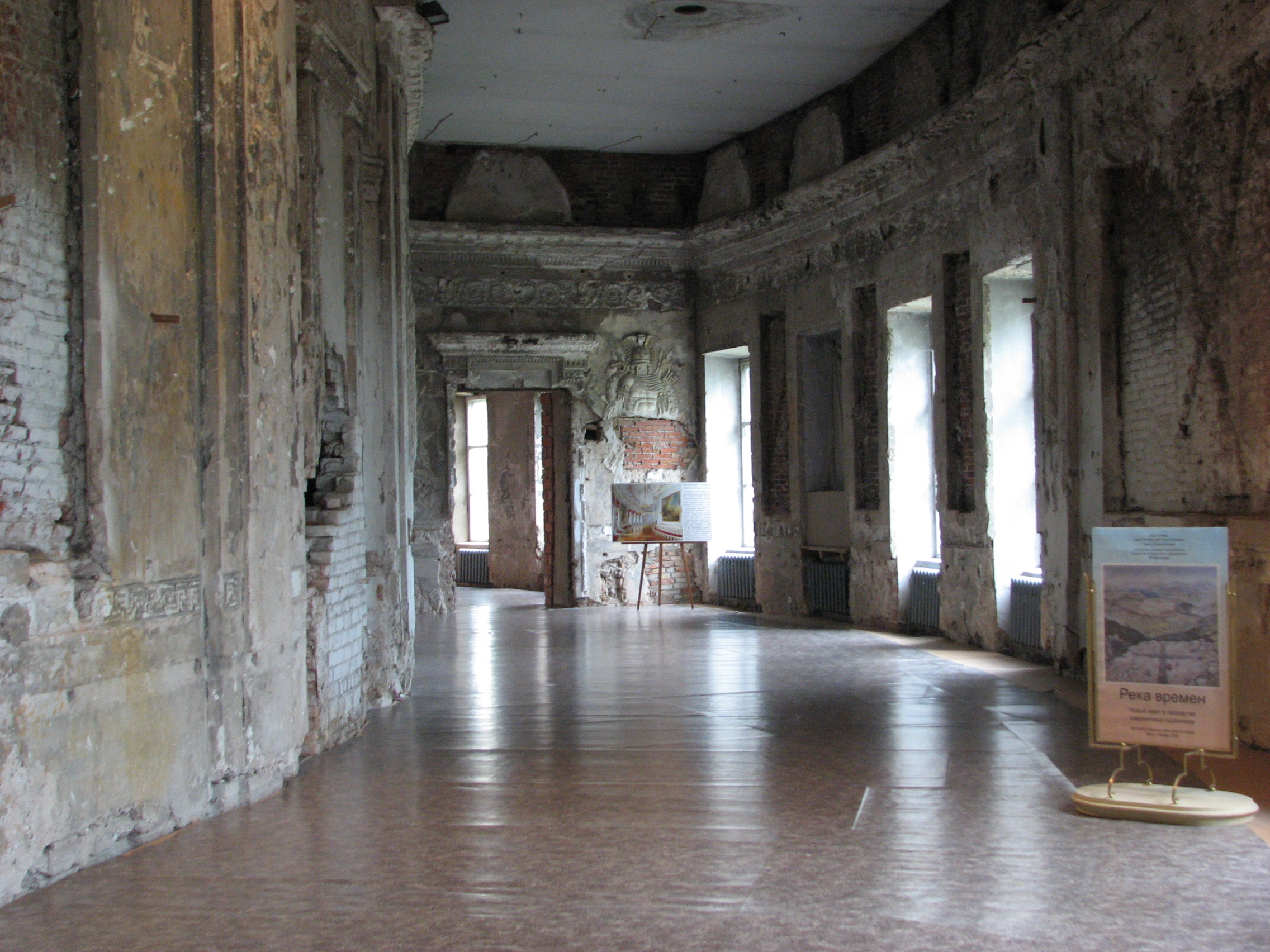
Gli interni di una galleria interna pesantemente danneggiati dai bombardamenti della Luftwaffe e dall'incendio operato dai nazisti durante la seconda guerra mondiale. Numerose sono ancora oggi le aree del palazzo in fase di restauro

Dopo la fine della guerra civile russa e la vittoria della Russia sovietica, il palazzo di Gatčina tornò alla sua funzione di museo. Già nel primo anno della sua riapertura il museo contò 21.000 visitatori. Nel 1926 il palazzo di Gatčina venne privati di tutti gli oggetti non necessari all'esposizione come mobili, prodotti in bronzo e tappeti che vennero venduti per finanziare lo stato sovietico.
Nel 1941, con l'entrata dell'Unione Sovietica nella seconda guerra mondiale a seguito dell'invasione tedesca del territorio russo, il museo del palazzo di Gatčina venne evacuato per proteggere la struttura e ciò che di prezioso conteneva da possibili bombardamenti aerei. Il 15 agosto 1941, una bomba sganciata da un aereo della Luftwaffe esplose nei pressi del palazzo e sul finire del mese la città venne raggiunta dall'artiglieria tedesca. Il 25 agosto, schegge di bombe danneggiarono la piazza principale del palazzo, e il 3 settembre un altro bombardamento aereo danneggiò il cortile. Fu impossibile sgombrare tutto quanto il palazzo conteneva e solo quattro container con le cose più preziose vennero inviate a Leningrado (San Pietroburgo). Gli oggetti restanti vennero posti nei sotterranei del palazzo e gran parte delle sculture vennero sepolte nel parco, mentre altre vennero chiuse in aree con sacchi di sabbia. Il 9 settembre, venne evacuata l'ultima parte dello staff del museo, e lo stesso giorno una delle due torri del complesso venne danneggiata da una scheggia di bomba, mentre un'altra bomba esplose nel parco presso il palazzo. Il palazzo di Gatčina venne quindi occupato dalla Wehrmacht sino al gennaio del 1944, quando venne abbandonato durante la ritirata dei tedeschi dal suolo russo. Questi incendiarono il palazzo, distruggendone gli interni storici e rubando alcuni degli oggetti presenti. Un soldato tedesco lasciò un graffito su un muro del palazzo con l'iscrizione: "Eravamo qui. Non ci torneremo. Se Ivan verrà, tutto sarà vuoto".
Quando Gatčina venne riconquistata dall'Armata Rossa, i resti del palazzo vennero momentaneamente consolidati ma i lavori di restauro iniziarono solo nel 1948. Si pensò di non riaprirvi più un museo e pertanto gran parte della collezione conservata venne trasferito per ordine del ministero della cultura dell'Unione Sovietica in 24 musei in tutto il paese. Dal 1950 al 1959 il palazzo di Gatčina ospitò un ramo dell'accademia navale russa. Nel 1960, la struttura venne rimossa dall'autorità del GIOP, l'autorità per la tutela dei monumenti storici e culturali dell'area di Leningrado, ma venne riportata sotto di esso negli anni '70. Nel 1961, l'architetto Michail Plotnikov diede inizio ad un progetto per restaurare il palazzo di Gatčina, prendendo misure e iniziando lo studio dei materiali d'archivio. Vennero convocati dei designer d'interni per ricostruire gli ambienti del palazzo come dovevano presentarsi prima del 1890. Malgrado le ricerche effettuate, però, il piano di Plotnikov venne dapprima archiviato e poi definitivamente cancellato nel 1963. 

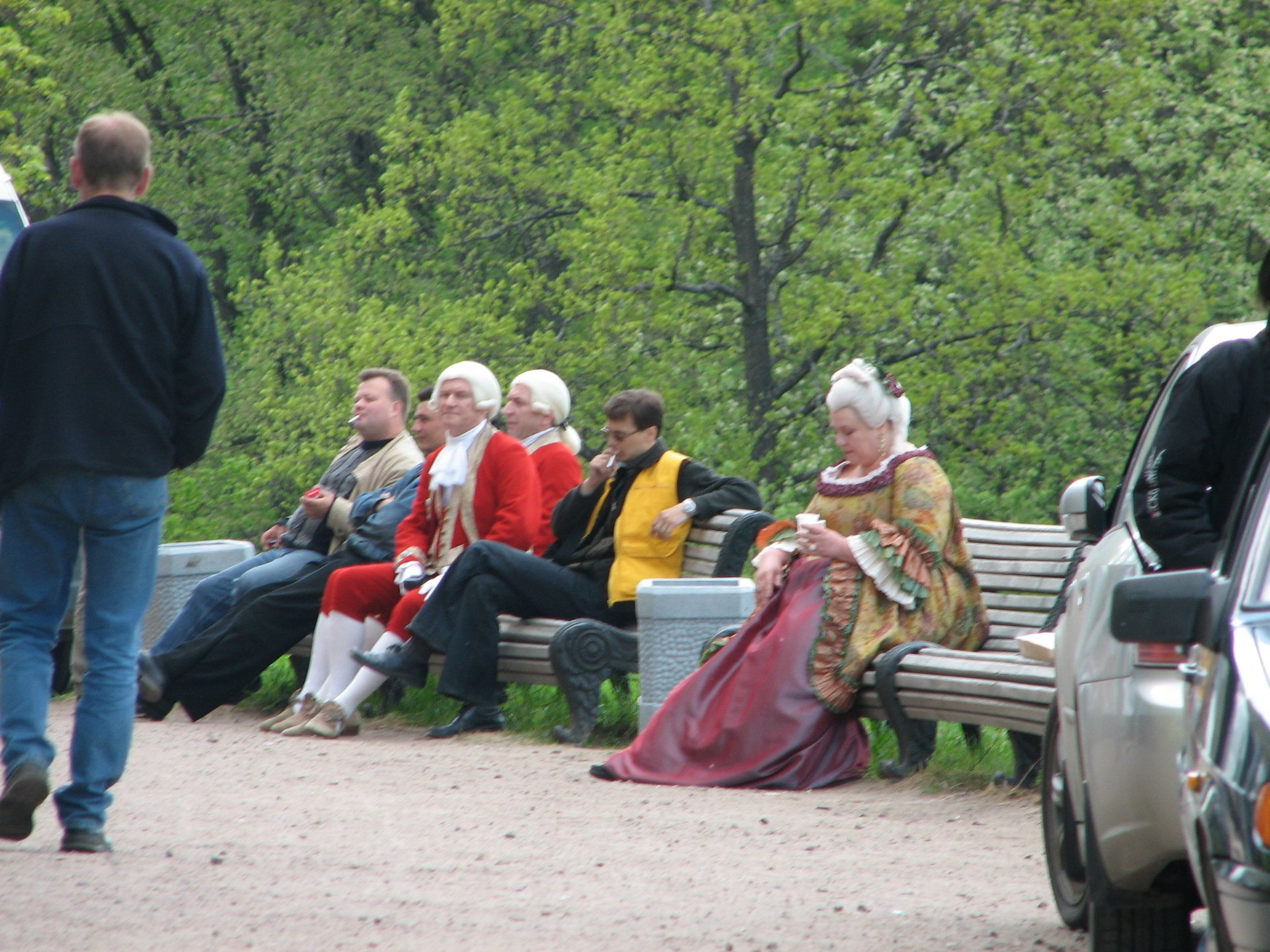
Attori in costume al palazzo di Gatčina

Il museo venne riaperto e i restauri ripresero grazie agli sforzi di Adelaida Sergeevna Ëlkina, curatore del complesso dal 1968 al 1998. Per 8 anni, Ëlkina si impegnò nelle ricerche e nel 1976, Michail Plotnikov venne invitato a restaurare nuovamente il palazzo di Gatčina, sviluppando un nuovo progetto di restauro delle sale principali (il secondo piano della struttura principale) con l'idea di riportarle a come dovevano apparire nel XVIII secolo, il periodo di massimo splendore del palazzo. I restauri delle decorazioni a stucco vennero affidate al maestro stuccatore L. A. Strižova, mentre i dipinti vennero condotti da un team di restauratori sotto la direzione di Jakov Kazakov, membro dell'Unione degli Artisti di Leningrado e vincitore del premio Lenin. La prima sala venne aperta al pubblico l'8 maggio 1985 per celebrare il 40º anniversario della vittoria della Russia nella seconda guerra mondiale. I fondi per il restauro del palazzo diminuirono con la perestrojka e i lavori rallentarono. Nel 1990, il palazzo e il parco di Gatčina vennero inclusi nel patrimonio dell'UNESCO come parte dei siti storici dell'area di San Pietroburgo.

### Il palazzo oggi
Dopo la dissoluzione dell'Unione Sovietica i fondi per il restauro del palazzo continuarono ad arrivare in forze minime sino al 2006 quando il governo russo li incrementò notevolmente. Il restauro completo del palazzo doveva essere completato nel 2012, ma con la diminuzione dei fondi i lavori sono rallentati ulteriormente e sono ancora in corso.

## Architettura

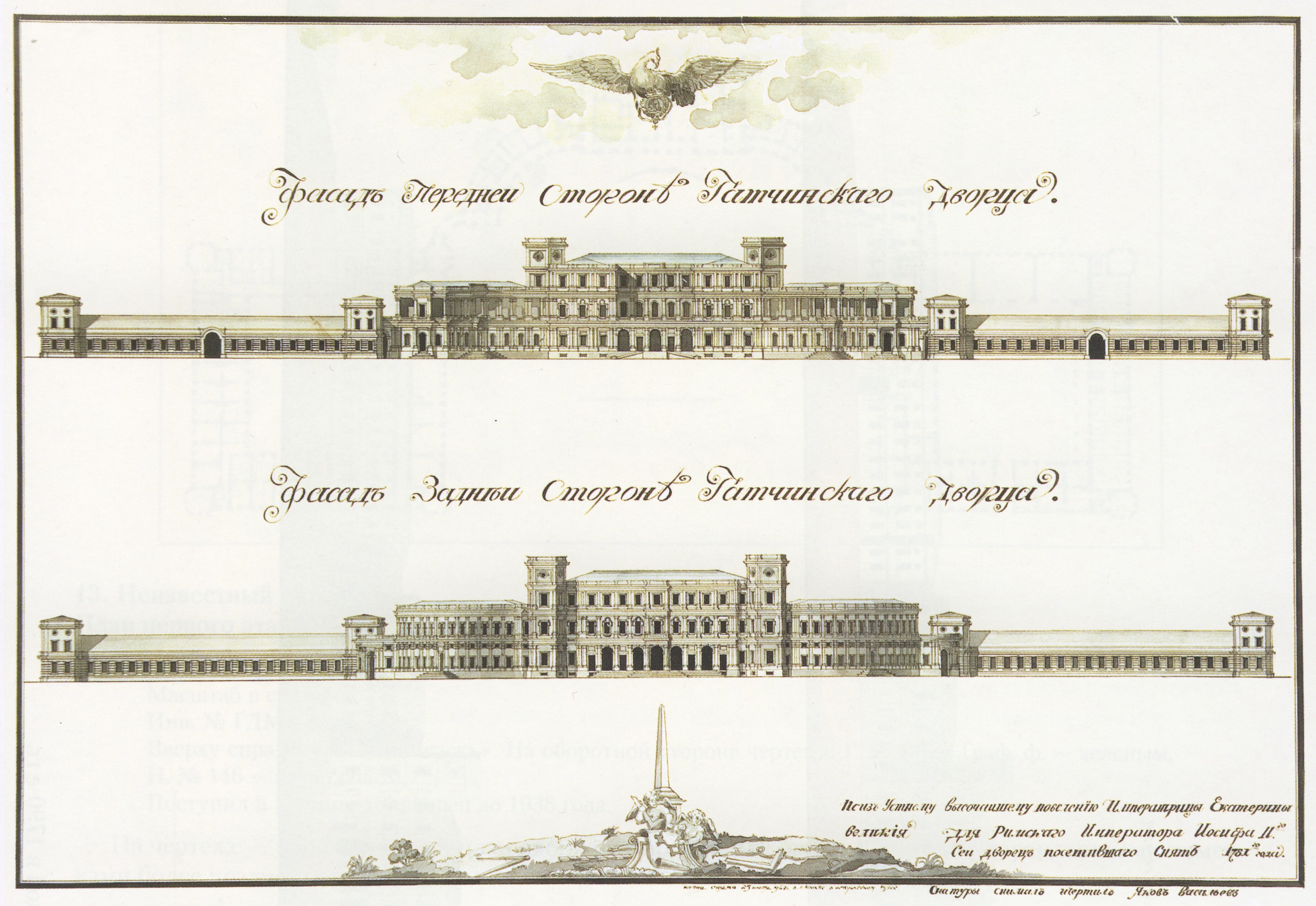
Le facciate del palazzo in un rilievo del 1781

La struttura della reggia di Gatčina è il simbolo architettonico e stilistico del tipico palazzo con giardino di stile barocco russo. L'architetto Rinaldi, che fu coinvolto nello sviluppo del progetto e nella costruzione del palazzo, sintetizzò le caratteristiche tipologiche dei diversi edifici, creando, alla fine, una sorta di fantasia architettonica sul tema del castello di caccia. Le diverse e importanti riorganizzazioni successive del palazzo non intaccarono particolarmente il tema originariamente concepito.
L'edificio del palazzo si trova su una collina, che domina il paesaggio circostante. La facciata nord dell'edificio si affaccia sul parco e su un pendio che scende verso il lago. La facciata sud del palazzo si chiude con la sua serie di vedute sul parco, concentrandosi sull'aspetto architettonico dell'edificio.
Osservando la pianta generale del palazzo, si possono distinguere tre parti principali. L'edificio centrale è un rettangolo allungato con due torri a cinque livelli a cinque lati adiacenti agli angoli del parco. Sul lato opposto del parco, sul lato sud dell'edificio centrale, vi è una nicchia con tre archi di porte d'ingresso e un balcone, elementi che contribuiscono così a creare un gioco di volumi. L'edificio è collegato da due semicerchi di gallerie con due quadrati a tre piani, a pianta quadrata. Gli angoli della piazza sono evidenziati da torri ottagonali a tre livelli, due delle quali, adiacenti alle gallerie, sono completate da cupole. La disposizione del palazzo crea una sensazione di plasticità e integrità sia dell'edificio nel suo insieme che di ciascuno dei suoi elementi in particolare, che viene esaltato dall'alternanza di volumi estesi e torri sfaccettate prominenti.

### La facciata sud

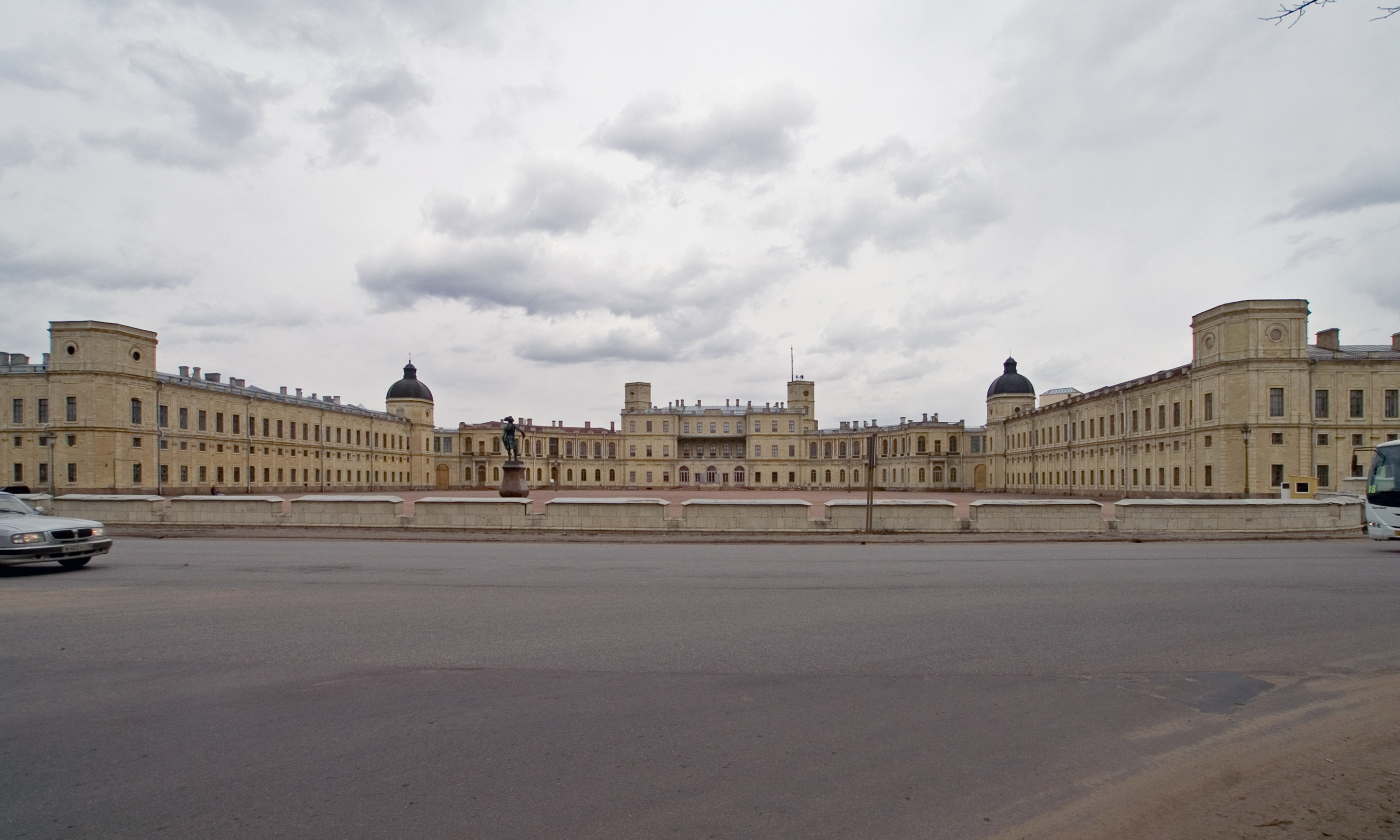
La facciata sud nel 2006

L'asse compositivo del palazzo e del parco passa attraverso una linea mediana che taglia in pieno il cortile d'onore, partendo dal monumento a Paolo I, punto da cui sono chiaramente visibili la struttura e i rapporti volumetrici delle singole parti dell'edificio.
Il primo piano dell'edificio centrale e le gallerie adiacenti sono ritmicamente divisi da lesene di ordine dorico. Gli spazi tra i pilastri sono "alleggeriti" dalla presenza delle finestre, le quali si presentano rettangolari nell'edificio centrale e semicircolari nelle pareti delle gallerie laterali. Sopra ogni finestra c'è un pannello incassato, in combinazione con architravi in rilievo, che conferisce fluidità plastica alla facciata. Il secondo piano è interpretato in modo più ricco: sull'edificio principale vengono utilizzati pilastri accoppiati di ordine ionico e sui semicerchi delle gallerie delle semicolonne ioniche. Le aperture delle finestre, come al primo piano, hanno un profilo rettangolare nell'edificio centrale e un semicircolare nelle gallerie. Il terzo piano è decorato in modo più semplice: vi è la presenza di lesene. L'edificio centrale e le gallerie sono coronati da parapetti, costituiti da piedistalli in pietra e balaustra traforato.
Il design complessivo della facciata che si affaccia sul terreno di sfilata è una combinazione e contrasto di linee diritte (lesene verticali e aperture rettangolari) e ondulate (completamento semicircolare delle aperture della galleria). I punti culminanti del movimento ondulatorio sono le cupole delle torri, che fissano la composizione volumetrico-spaziale e creano una transizione espressiva alle facciate della piazza.
La facciata conferisce alla composizione del palazzo una maggiore scala e monumentalità. Una delle caratteristiche che danno l'impressione di un castello fortificato è il muro del bastione esterno dotato di feritoie e due bastioni che "sorvegliano" i ponti gettati sul fossato. Il profilo del muro in pianta rispecchia la configurazione della facciata meridionale, chiudendo compositivamente l'area di sfilata, predisposta appunto per parate e spettacoli militari.

### La facciata nord

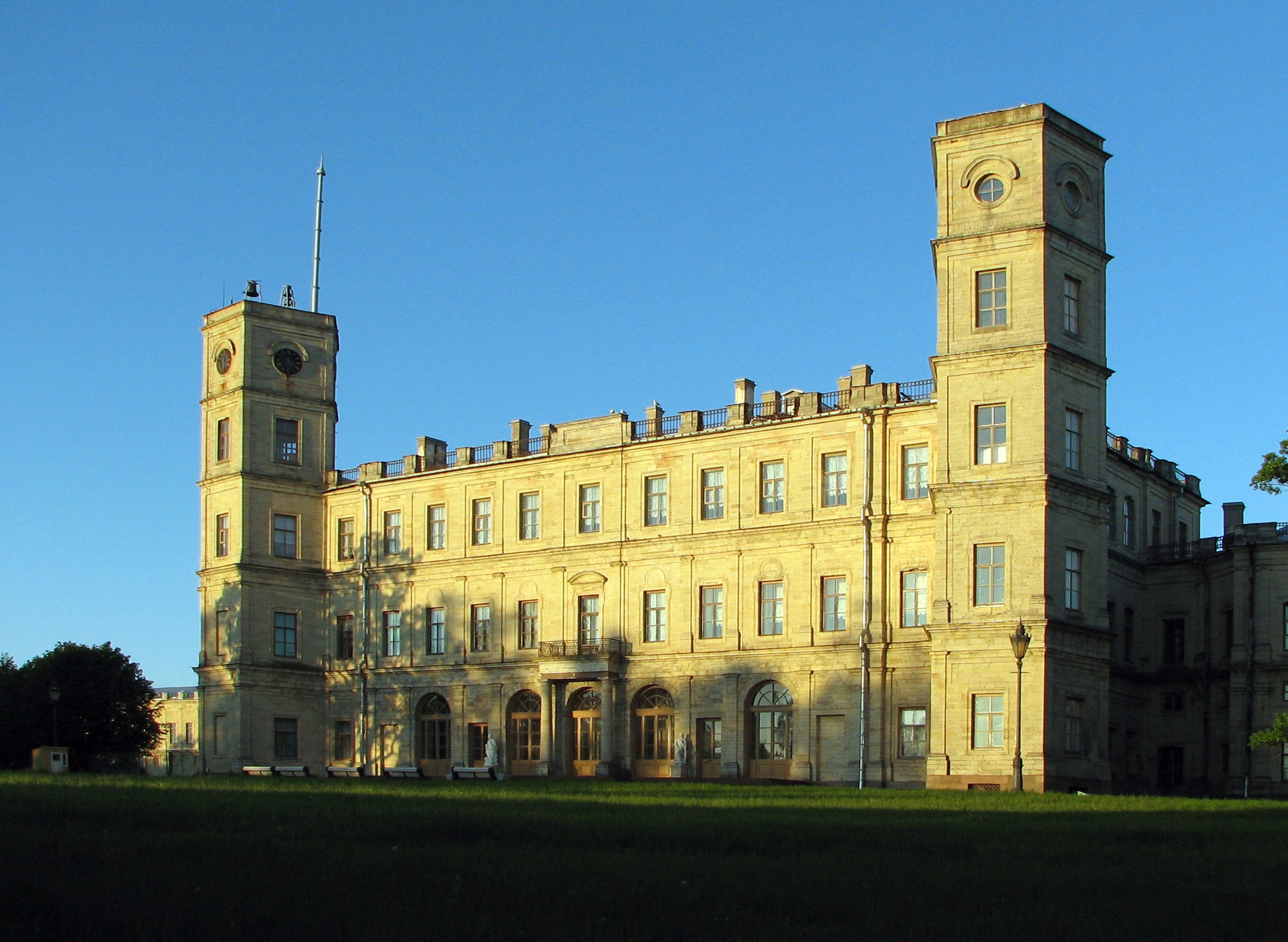
La facciata nord nel 2008

La facciata nord del palazzo, a differenza di quella meridionale, non può essere completamente colta nel suo aspetto globale dal momento che essa è presente in maniera rettilinea solo nell'edificio centrale. La parte più espressiva di questa facciata è per l'appunto l'edificio centrale, chiuso su entrambi i lati dalle due torri. Il centro della facciata è accentuato da un portico dorico a due colonne, che funge da base per un balcone con una balaustra traforata in pietra. Le pareti esterne sono divise da sezioni orizzontali e pilastri e non presenta sporgenze pronunciate, il che gli conferisce, in combinazione con cinque archi semicircolari al piano terra, una speciale integrità. Le arcate al piano terreno sono affiancate da due statue che raffigurano le allegorie personificate della Pace e della Guerra. Lesene ioniche si trovano al primo piano.
Il tetto presenta un raccordo di collegamento tra le due torri che sovrastano la facciata per conferire ancor più la somiglianza con un classico castello medievale.

## Nei film
Il palazzo è stato protagonista di una serie di film, perlopiù a carattere storico, come ad esempio Suvorov (1940), The Left-Hander (1986), I passi dell'imperatore (1991), Poor, poor Paul (2003), Junkers (2006), Andersen. La vita senza amore (2006), Il samurai d'argento (2007), I tre moschettieri (2012) e la miniserie televisiva Guerra e pace (2016).